# Star Trek: The Motion Picture (soundtrack)
Star Trek: The Motion Picture is de originele soundtrack, gecomponeerd en gedirigeerd door Jerry Goldsmith voor de film Star Trek: The Motion Picture uit 1979 van Robert Wise. Het album werd uitgebracht in 1979 door Columbia Records.
De partituur werd uitgevoerd door het Hollywood Studio Symphony en opgenomen in de Twentieth Century Fox Scoring Stage van 23 oktober tot en met 29 november 1979, met opnametechnicus John Neal.
De filmmuziek van Goldsmith wordt beschouwd als een van de belangrijkste werken van de componist. Veel van de thema's werden ook gebruikt in latere producties in de filmreeks, waarbij Goldsmith betrokken was, vooral het Klingon-gevechtsthema en de titelmuziek. Dat laatste beviel Star Trek-producer Gene Roddenberry zo goed dat het thema op zijn verzoek ook werd gebruikt als openingsmuziek voor de televisieserie Star Trek: The Next Generation.
Een uitgebreide uitgave verscheen voor het in 1998 als 20e jubileumeditie op twee cd's door Legacy Recordings. Een gelimiteerde editie werd in 2012 uitgebracht als 3-cd set door La-La Land Records, met de complete filmmuziek, evenals niet-uitgebrachte cues, alternatieven en extra muziek als aanvulling op het album. Een vinyleditie verscheen in 2017 door La-La Land Records. Een regisseurseditie werd in 2022 uitgebracht door Paramount Music.

## Tracklijst
| 1.                 | Main Title / Klingon Battle | 6:48 |
| 2.                 | Leaving Drydock             | 3:28 |
| 3.                 | The Cloud                   | 4:57 |
| 4.                 | The Enterprise              | 5:56 |
| 5.                 | Ilia's Theme                | 2:59 |
| 6.                 | V'ger Flyover               | 4:55 |
| 7.                 | The Meld                    | 3:14 |
| 8.                 | Spock Walk                  | 4:16 |
| 9.                 | End Credits                 | 3:14 |
| Totale duur: 37:38 |                             |      |

### 20th Anniversary Edition (2-cd) (Legacy Recordings, 1998)
Disc 1
1. Ilia's Theme (Overture) – 3:01
2. Main Title – 1:23
3. Klingon Battle – 5:27
4. Total Logic – 3:44
5. Floating Office – 1:03
6. The Enterprise – 5:59
7. Leaving Drydock – 3:29
8. Spock's Arrival – 1:58
9. The Cloud – 4:58
10. V'ger Flyover – 4:57
11. The Force Field – 5:03
12. Games – 3:41
13. Spock Walk – 4:19
14. Inner Workings – 3:01
15. V'ger Speaks – 3:50
16. The Meld – 3:09
17. A Good Start – 2:26
18. End Credits – 3:16

Disc 2
1. Star Trek Theme – 1:34
2. Introduction: Nichelle Nichols – 1:13
3. Inside Star Trek – 1:04
4. William Shatner Meets Captain Kirk – 9:12
5. Introduction To Live Show – 0:25
6. About Science Fiction – 0:40
7. The Origin Of Spock – 1:45
8. Sarek's Son Spock – 7:21
9. The Questor Affair – 3:49
10. The Genesis II Pilot – 2:34
11. Cyborg Tools And E.T. Life Forms – 4:06
12. McCoy's Rx For Life – 6:14
13. The Star Trek Philosophy – 4:40
14. Asimov's World Of Science Fiction – 6:27
15. The Enterprise Runs Around – 1:50
16. A Letter From A Network Censor – 5:03
17. The Star Trek Dream (Ballad I / Ballad II) – 5:43
18. Sign off: Nichelle Nichols – 0:50

Totale duur: 129:14

### Limited Edition (3-cd set) (La-La Land Records, 2012)
Disc 1 – The Film Score
1. The Film Score: Overture – 1:43
2. Main Title/Klingon Battle – 7:01
3. Total Logic – 3:54
4. Floating Office – 1:08
5. The Enterprise – 6:02
6. Malfunction – 1:30
7. Goodbye Klingon/Goodbye Epsilon Nine/Pre-Launch – 2:10
8. Leaving Drydock – 3:32
9. TV Theme/Warp Point Eight – 0:50
10. No Goodbyes – 0:53
11. Spock's Arrival – 2:03
12. TV Theme/Warp Point Nine – 1:49
13. Meet V'Ger – 3:06
14. The Cloud – 5:05
15. V'Ger Flyover – 5:01
16. The Force Field – 5:07
17. Micro Exam – 1:13
18. Games/Spock Walk – 9:51
19. System Inoperative – 2:03
20. Hidden Information – 3:58
21. Inner Workings – 4:04

Disc 2 – The Film Score / The Unused Score / The 1979 Album
1. The Film Score: V'ger Speaks – 4:04
2. The Meld/A Good Start – 5:37
3. End Title – 3:16
4. The Unused Early Score: The Enterprise (early version) – 6:05
5. Leaving Drydock (early version) – 2:39
6. No Goodbyes (early version) – 0:55
7. Spock's Arrival (early version) – 2:00
8. Micro Exam (early version) – 1:15
9. Games (early version) – 3:49
10. Inner Workings (early version) – 4:43
11. The 1979 Album: Main Title/Klingon Battle – 6:50
12. Leaving Drydock – 3:29
13. The Cloud – 5:00
14. The Enterprise – 5:59
15. Ilia's Theme – 3:00
16. V'ger Flyover – 4:56
17. The Meld – 3:15
18. Spock Walk – 4:17
19. End Title – 3:16

Disc 3 – Alternates / Additional Music
1. Alternates: Overture (long version) – 2:50
2. Main Title (alternate take) – 1:44
3. Total Logic (alternate take) – 3:49
4. Malfunction (early take) – 1:28
5. Goodbye Klingon (alternate take) – 0:35
6. No Goodbyes (alternate take) – 0:53
7. Spock's Arrival (alternate take) – 2:01
8. The Force Field (alternate take) – 5:04
9. Micro Exam (alternate take) – 1:14
10. Games (early synthesizer version) – 3:48
11. Games (alternate take) – 3:48
12. Inner Workings (alternate take) – 4:05
13. V'ger Speaks (alternate take) – 4:03
14. The Meld (film version) – 3:16
15. A Good Start (discrete) – 2:27
16. Main Title (album take) – 1:44
17. Additional Music: Main Title (first raw takes) – 7:21
18. The Force Field/The Cloud (excerpts) – 2:33
19. Beams and Synthesizer for V'Ger – 4:04
20. Beams and Synthesizer for Ilia – 0:59
21. Synthesizer for Main Theme – 1:44
22. Main Theme From Star Trek: The Motion Picture (disco version – Bob James) – 5:24
23. A Star Beyond Time (vocal version of Ilia's Theme – Shaun Cassidy) – 2:43
24. Ilia's Theme (alternate) – 3:33
25. Theme From Star Trek: The Motion Picture (concert edit) – 3:25

Totale duur: 221:03

### Vinyl Edition (2-lp) (La-La Land Records, 2017)
Side A
1. Overture – 1:41
2. Main Title/Klingon Battle – 6:59
3. Total Logic – 3:54
4. Floating Office – 1:07
5. The Enterprise – 6:00
6. Malfunction – 1:29
7. Goodbye Klingons/Goodbye Epsilon Nine/Pre-Launch – 2:08

Side B
1. Leaving Drydock – 3:31
2. TV Theme/Warp Point Eight – 0:48
3. No Goodbyes – 0:53
4. Spock's Arrival – 2:03
5. TV Theme/Warp Point Nine – 1:46
6. Meet V'Ger – 3:02
7. The Cloud – 5:02
8. V'Ger Flyover – 4:59

Side C
1. The Force Field – 4:15
2. Micro Exam – 1:13
3. Games/Spock Walk – 9:50
4. System Inoperative – 2:02
5. Hidden Information – 3:56

Side D
1. Inner Workings – 4:04
2. V'Ger Speaks – 4:03
3. The Meld – 5:35
4. End Title – 3:13

Totale duur: 83:33

### The Director's Edition (Paramount Music, 2022)
| 1.                 | Overture                       | 2:50 |
| 2.                 | Main Title and Klingon Battle  | 7:01 |
| 3.                 | Total Logic                    | 3:53 |
| 4.                 | Floating Office                | 1:08 |
| 5.                 | The Enterprise                 | 6:03 |
| 6.                 | Malfunction                    | 1:30 |
| 7.                 | The Crew Briefing              | 2:11 |
| 8.                 | Leaving Drydock (Film Version) | 3:34 |
| 9.                 | Captain's Log – Warp One       | 0:50 |
| 10.                | No Goodbyes                    | 0:55 |
| 11.                | Spock's Arrival                | 2:04 |
| 12.                | Captain's Log – Warp Seven     | 1:49 |
| 13.                | Meet V'ger                     | 3:05 |
| 14.                | The Cloud (Film Version)       | 5:05 |
| 15.                | V'ger Flyover (Film Version)   | 5:01 |
| 16.                | The Force Field                | 5:06 |
| 17.                | Micro Exam                     | 1:16 |
| 18.                | Games                          | 5:35 |
| 19.                | Spock Walk (Film Version)      | 4:25 |
| 20.                | System Inoperative             | 2:03 |
| 21.                | Hidden Information             | 3:59 |
| 22.                | Inner Workings                 | 4:06 |
| 23.                | V'ger Speaks                   | 4:05 |
| 24.                | The Meld and a Good Start      | 5:37 |
| 25.                | End Credits                    | 3:20 |
| Totale duur: 86:31 |                                |      |

## Hitnoteringen

### NPO Klassiek Filmmuziek Top 200
| Star Trek: The Motion Picture in de NPO Klassiek Filmmuziek Top 200 | Star Trek: The Motion Picture in de NPO Klassiek Filmmuziek Top 200 | Star Trek: The Motion Picture in de NPO Klassiek Filmmuziek Top 200 | Star Trek: The Motion Picture in de NPO Klassiek Filmmuziek Top 200 |
| Jaar                                                                | 2023                                                                | 2024                                                                | 2025                                                                |
| ------------------------------------------------------------------- | ------------------------------------------------------------------- | ------------------------------------------------------------------- | ------------------------------------------------------------------- |
| Positie                                                             | 76                                                                  | 95                                                                  | 105                                                                 |

## Prijzen en nominaties
| Jaar | Prijs                   | Categorie              | Genomineerde(n) | Uitslag     |
| ---- | ----------------------- | ---------------------- | --------------- | ----------- |
| 1980 | Academy Awards (Oscars) | Beste originele muziek | Jerry Goldsmith | Genomineerd |
| 1980 | Golden Globe Awards     | Beste originele muziek | Jerry Goldsmith | Genomineerd |